# Gorges de la Frau
Les gorges de la Frau sont des gorges creusées par l'Hers-Vif dans son cours supérieur, dans le massif des Pyrénées. Elles s'étendent sur environ 3 km de longueur, et sont partagées entre les communes de Montségur (Ariège) en rive gauche, et Comus (Aude) en rive droite.
Elles sont accessibles par la route depuis l'aval, via la commune de Fougax-et-Barrineuf. Elles sont également traversées par un sentier de randonnée portant trois sentiers de grande randonnée (GR) à la fois : le GR 7B, le GR 107 et le GR 367 (« Sentier cathare »). 
Les gorges de la Frau permettent la jonction entre le plateau de Sault au sud, et le pays d'Olmes au nord.
Il s'agit d'un site à haute valeur écologique, qui bénéficie de la protection de plusieurs ZNIEFF et stations du réseau Natura 2000, et qui est en grande partie classé comme réserve biologique intégrale.

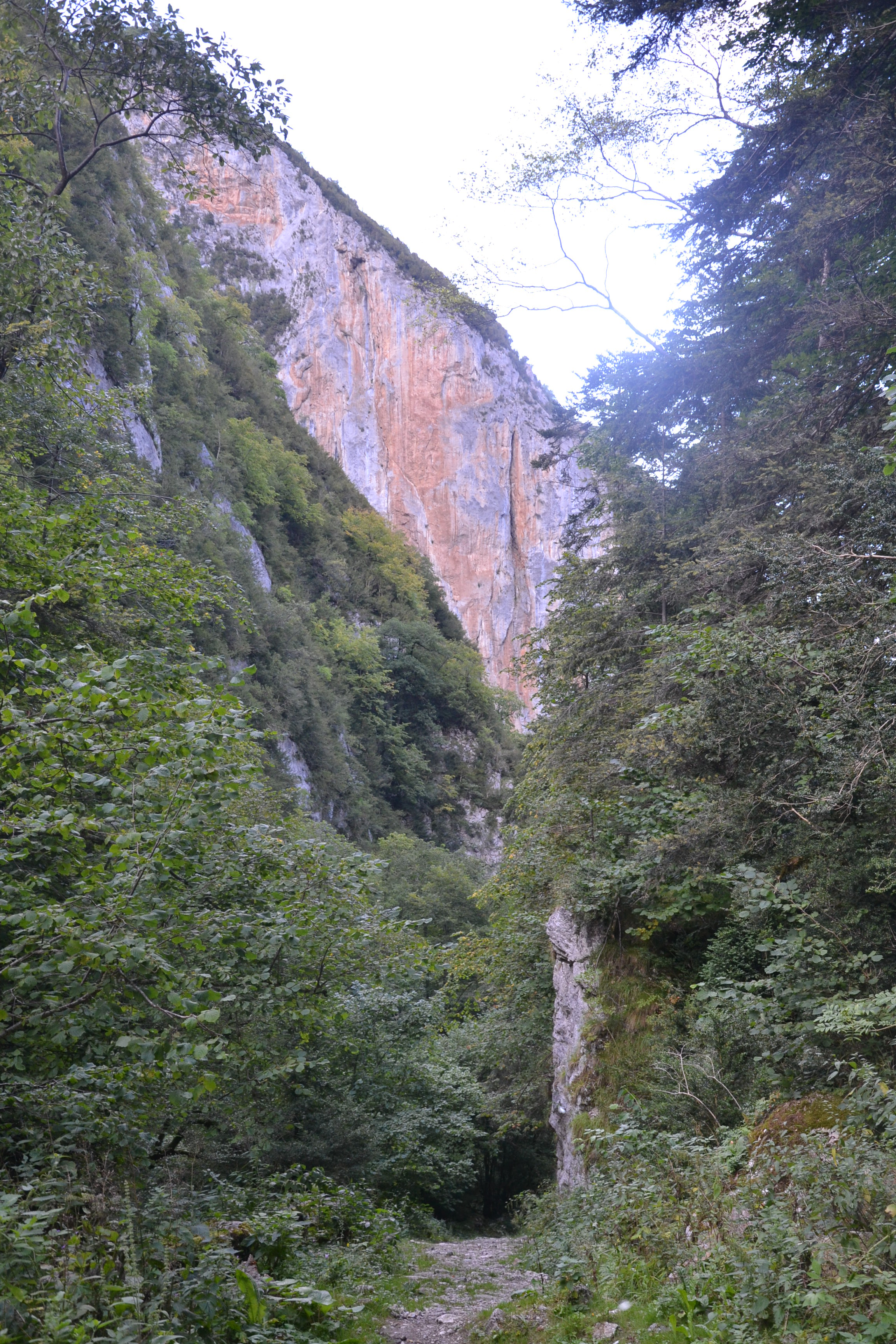
Paysage des gorges sur la commune de Montségur

## Géographie

### Description
Les gorges de la Frau séparent le massif de Tabe, situé dans le département de l'Ariège à l'ouest, et le plateau de Sault, dans l'Aude à l'est. Elles sont constituées par le creusement de l'Hers-Vif une dizaine de kilomètres en aval de sa source environ. Le canyon mesure de 300 à 400 m de profondeur. Au sud, elles sont le prolongement du pays d'Aillou, nom donné à la terminaison occidentale et ariégeoise du plateau de Sault, tandis qu'elles permettent à l'Hers d'aboutir au nord en pays d'Olmes.
La délimitation précise des gorges est discutée : dans leur acception la plus étroite, elles se limitent à la portion de la vallée de l'Hers située entre l'extrémité de la route départementale n°5 au nord, à environ 700 m d'altitude, et le ruisseau du Basqui au sud, à 1 041 m d'altitude, soit une longue de 2,2 km. Elles peuvent être élargies à la section comprise entre la fontaine de l'Esqueille au nord (626 m) et les abords du village de Comus au sud (environ 1 150 m), pour une distance totale d'environ 5,6 km. Dans ce cas là, elles débordent donc sur le territoire de la commune de Prades.

### Climat
En dépit de son altitude modeste, le site des gorges de la Frau est marqué par un climat sous influence montagnarde.

## Toponymie

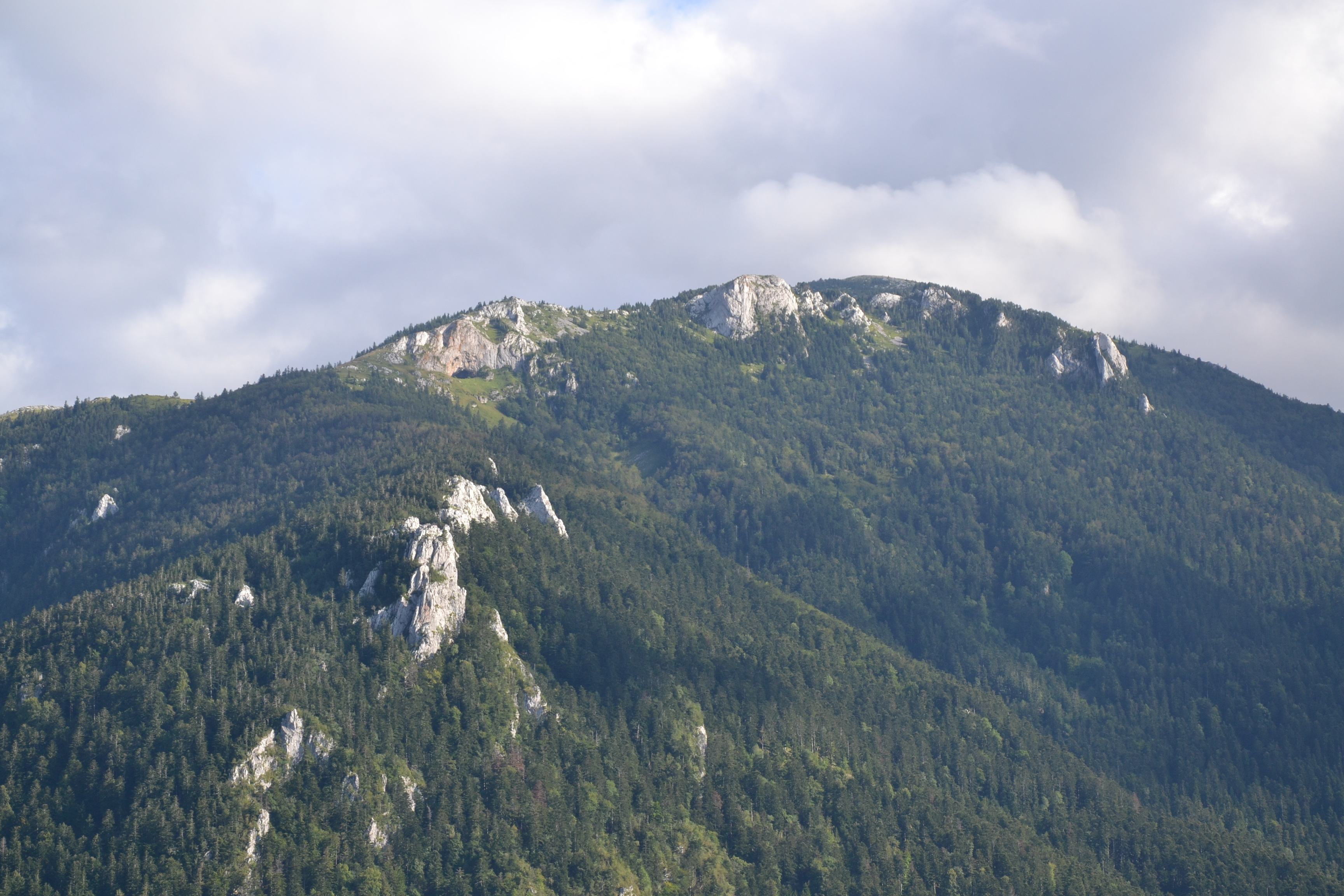
Porteuse du même toponyme et appartenant au massif de Tabe, la montagne de la Frau (1925 m) domine les gorges sur leur rive gauche.

Le terme « Frau » renvoie à l'idée de « fracture » (frau est mentionné en catalan et occitan, et fragoso en espagnol). La mention erronée affrau (exprimant une frayeur) a pu être employée par la suite. Le toponyme « la Frau » apparaît déjà sur la carte de Cassini, au XVIIIe siècle. Il est également employé par le plus proche sommet du massif de Tabe, sur lequel s'appuient les gorges.

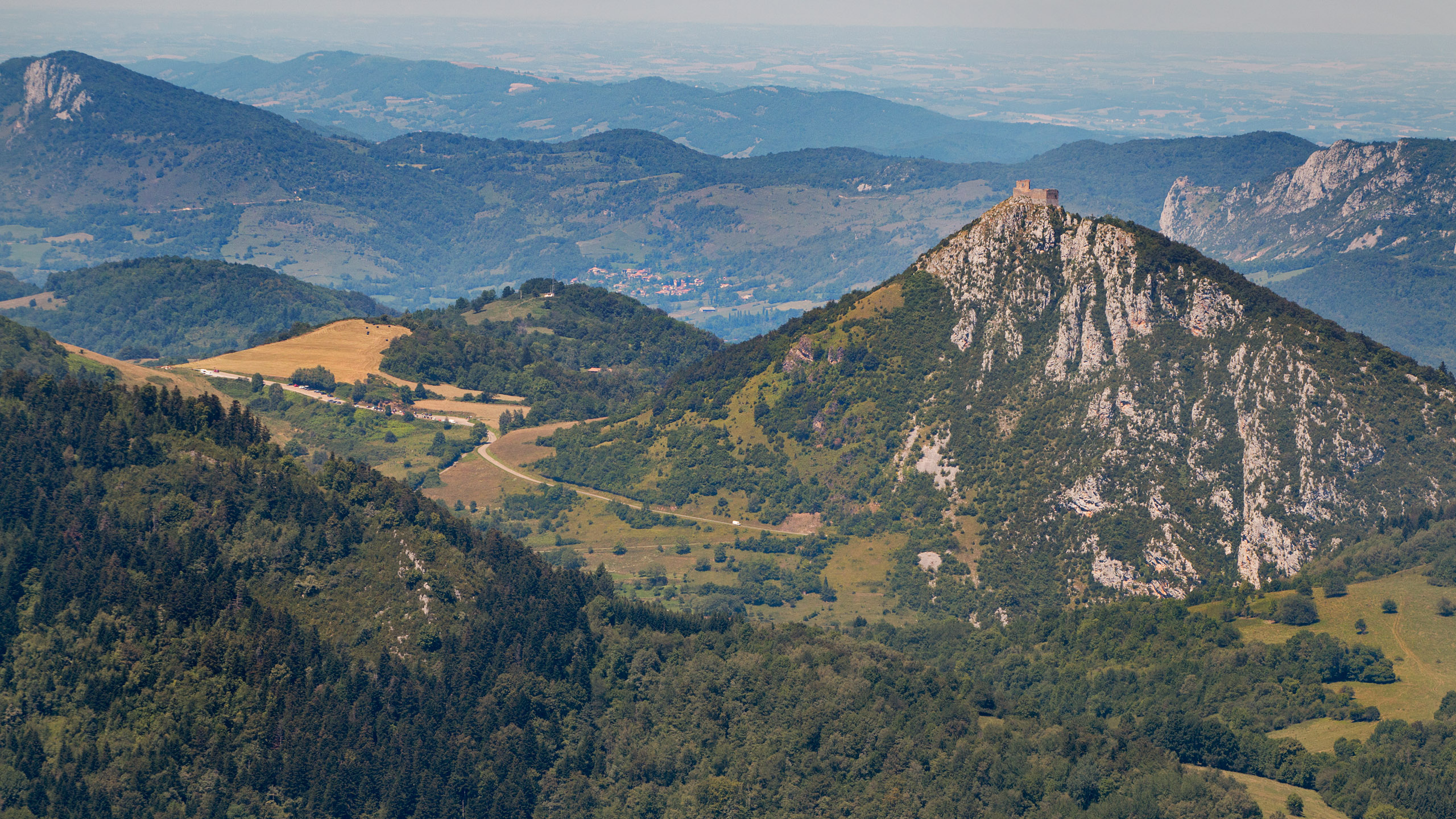
Le château de Montségur vu depuis le Pas de l'Ours, commune de Comus (Aude)

## Histoire
Les gorges de la Frau ont permis le passage de voies de circulations et de commerce anciennes, reliant les hautes contrées pyrénéennes (haute vallée de l'Ariège, Cerdagne) au piémont ariégeois et audois.
Aujourd'hui très boisé, le secteur a fait l'objet d'une exploitation forestière très importante par le passé, destinée à alimenter la construction navale au XVIIe siècle, puis les tonnelleries jusqu'à la fin du XIXe siècle. Le pastoralisme et l'industrie ont forgé les paysages au fil du temps.

## Environnement

### Géologie
Le paysage des gorges de la Frau est un paysage d'escarpements parfois très abrupts et plissements, de nature calcaire. Les gorges constituent le point de contact entre les reliefs calcaires du karst de Sault et le socle cristallin et primaire du massif de Tabe, en partie entaillé par les mouvements glaciaires du Quaternaire.

### Protection environnementale
Les gorges de la Frau sont couvertes en partie ou totalement par plusieurs entités de protection environnementale. Parmi celles-ci figurent notamment plusieurs zones naturelles d'intérêt écologique, faunistique et floristique : Montagnes de Bélesta, de la Frau, de l'Ordat et de Prades (type 1) et Montagnes d'Olmes (type 2) en rive gauche ; Gorges de la Frau (type 1) et Grand plateau de Sault (type 2) en rive droite. Trois sites du réseau Natura 2000 concernent également les gorges : principalement le site Gorges de la Frau et Bélesta (dont le périmètre recoupe fidèlement l'ensemble des paysages des gorges), mais aussi le site Garonne, Ariège, Hers, Salat, Pique et Neste, et le site Pays de Sault.
Une partie du site (la rive droite, dans le département de l'Aude) fait également l'objet depuis 2006 d'un classement en réserve biologique intégrale. Ce classement est valable pour une superficie d'environ 251 ha, situés en forêt domaniale (La Plaine-Comus).
Les gorges sont classés au titre des sites naturels depuis 1944

### Faune
Les gorges de la Frau constituent un habitat reconnu du desman des Pyrénées et du Chabot commun. 
Inscrit à la directive Oiseaux, le site Natura 2000 Gorges de la Frau et Bélesta est un site reconnu pour la diversité de son avifaune, comprenant notamment : bondrée apivore, milan noir, milan royal, gypaète barbu, vautour percnoptère, vautour fauve, circaète Jean-le-Blanc, busard Saint-Martin, aigle royal, aigle botté, faucon pèlerin, grand Tétras, grand-duc d'Europe, chouette de Tengmalm,martinet à ventre blanc, pic noir, alouette lulu, monticole de roche, merle à plastron, pie-grièche écorcheur, crave à bec rouge, lagopède alpin, perdrix grise des Pyrénées. Il s'agit d'un lieu de nidification des rapaces.
Le classement en réserve biologique intégrale a été tout particulièrement motivé par la présence de plusieurs espèces de chauve-souris, parfois rares : Barbastelle d'Europe, Vespère de Savi, murin à oreilles échancrées, murin de Natterer, grande noctule, Noctule de Leisler, Pipistrelle de Kuhl, Pipistrelle commune, Petit rhinolophe, Molosse de Cestoni.

### Flore

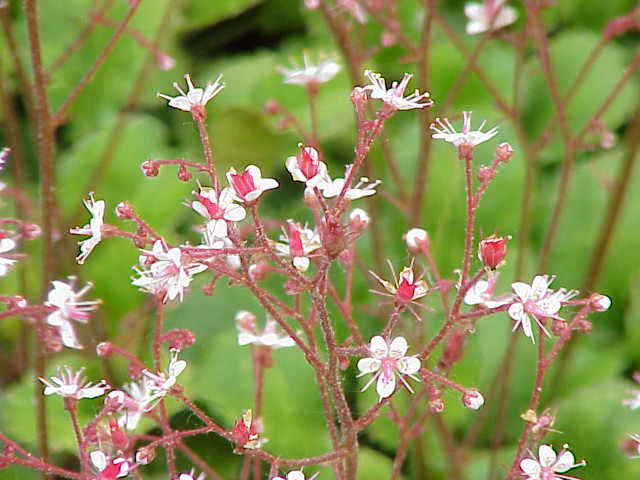
Endémique des Pyrénées centrales, la Saxifrage de l'ombre (Saxifraga umbrosa) atteint dans les gorges de la Frau la limite orientale de sa présence.

La partie amont des gorges est bordée par l'ancienne forêt royale de Prades, aujourd'hui forêt domaniale, gérée par l'Office national des forêts. Le milieu emblématique de la zone protégée des gorges est la hêtraie pyrénéenne hygrophile. Les sapinières et chênaies, et dans une moindre mesure les pins à crochet, sont également présents de façon notable. Les versants les mieux exposés accueillent même des chênaies pubescentes.
Plusieurs espèces végétales réglementées sont présentes dans les gorges, comme la Corbeille d'argent à gros fruits (Hormathophylla macrocarpa) ou le Millepertuis à sous (Hypericum nummularium). Des espèces remarquables comme des plantes emblématiques des Pyrénées sont recensées, parmi lesquelles la Saxifrage des ombrages (Saxifraga umbrosa), la Laîche toujours verte (Carex sempervirens), la Julienne des dames (Hesperis matronalis), l'Ibéris toujours vert (Iberis sempervirens). Quelques espèces rares ont pu être observées, comme la Buplèvre des Pyrénées (Bupleurum angulosum) ou le Peucédan de Schott (Dichoropetalum schottii), protégé en Languedoc-Roussillon.

## Économie

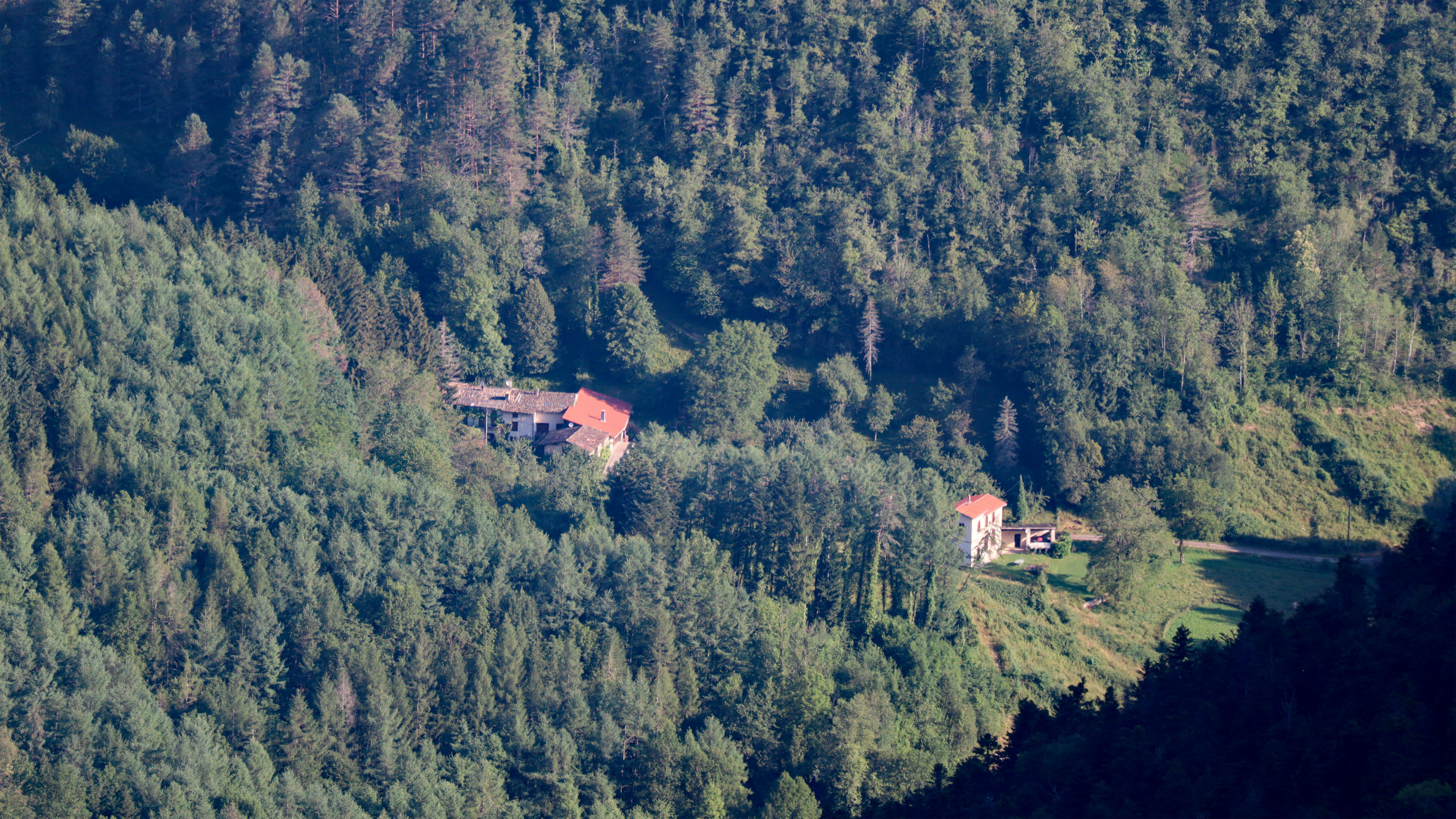
Le hameau de Pélaï et son école dans les gorges de La Frau

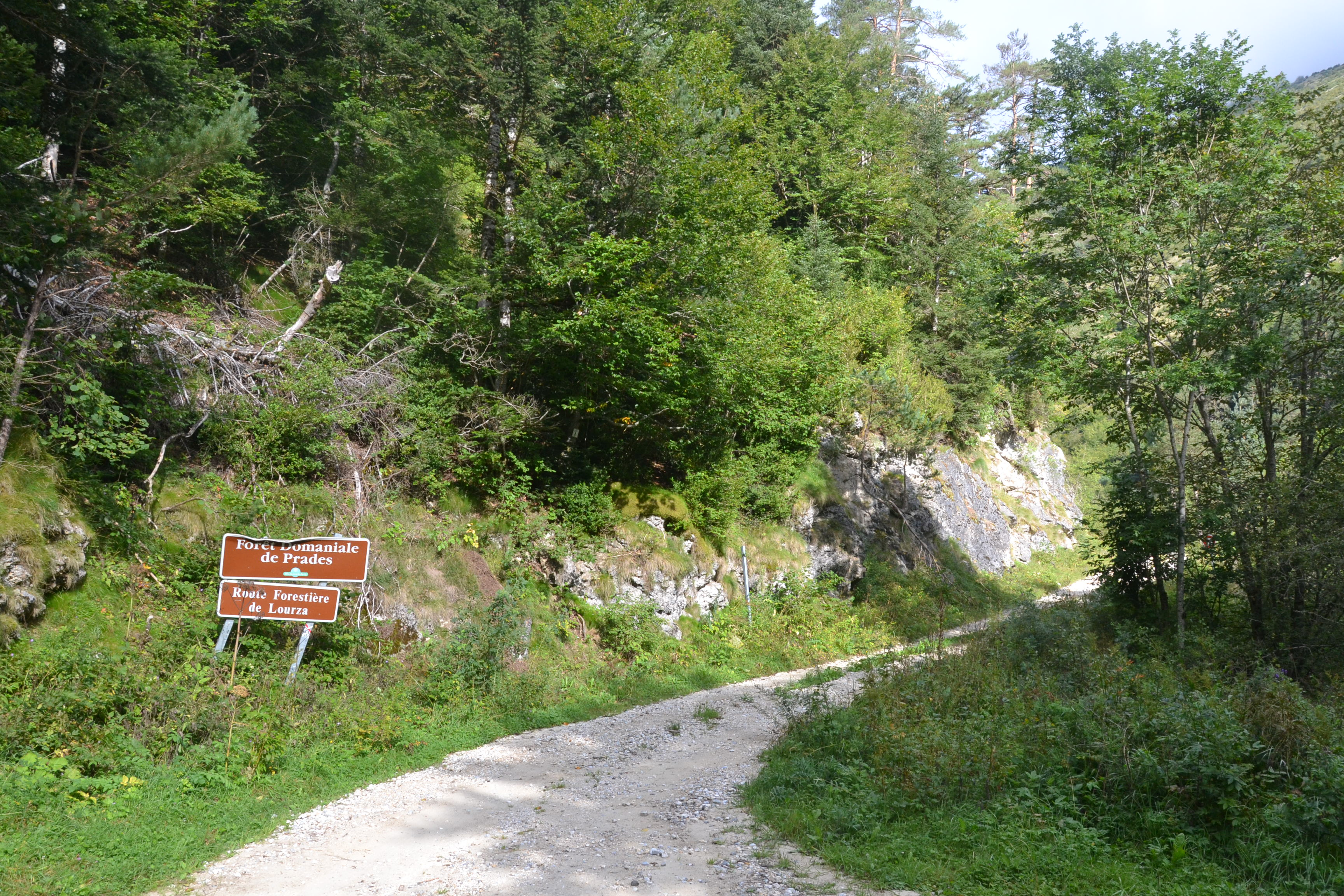
Entrée de la forêt domaniale de Prades, au bord des gorges.

### Principales activités
Le territoire des gorges a été marqué par l'exploitation forestière ; plusieurs scieries ont fonctionné en aval, principalement dans les communes de Bélesta et Fougax-et-Barrineuf.

### Tourisme
Le site des gorges est aujourd'hui convoité par le tourisme,. Plusieurs sentiers de randonnée pédestre et à vélo le parcourent. La pratique de l'escalade y est possible.